# Западные Янги
Западные Янги — короткий горный хребет Алданского нагорья, расположен в Алданском и Нерюнгринском районе Якутии. Северная граница Южно-Якутского угленосного бассейна. Мёрзлые породы Западных Янги изучали Фотиев и Чудек и Демек.
Самая высокая точка хребта расположена в массиве Эвота (1603 м).

## Реки
Хребет расположен между Алданом и Тимптоном. На окончании хребта слиянием рек Хангас-Нимгеркан и Унга-Нимгеркан образуется река Большой Нимныр.

## Флора
Среди растительного мира Западных Янги встречаются пухонос одноцветный и песчанка. Примером пятнистой тундры Западных Янги служит комплекс полукустарников и алектории с участками детрита.